# 구스타브 2세 아돌프
구스타브 2세 아돌프(스웨덴어: Gustav II Adolf, 1594년 12월 9일 ~ 1632년 11월 6일)는 스웨덴의 국왕(재위: 1611년 10월 30일 ~ 1632년 11월 6일)이자 구스타브 1세 바사의 손자이다. 스웨덴을 강국으로 만든 왕으로 ‘북방의 사자’ 또는 ‘설왕(雪王)’이라 불렸다. 흔히 라틴어식 이름인 구스타부스 아돌푸스(라틴어: Gustavus Adolphus)로도 널리 불린다.

## 개요
그는 근대적 전술의 선구자로서 유명하며, 혁신적인 복합 무기 체계와 획기적인 전술을 사용함으로써 역사를 통틀어 최고의 지휘관들의 반열에 드는 것으로 흔히 일컬어진다. 그의 전술은 화기(火器)의 파괴력과 적에게 후퇴 및 재편성의 시간적 여유를 주지 않는 신속한 전투를 계속한다는 데에 중점을 두었으며 이러한 요소가 종합되어 싸움터에서는 항상 적을 제압할 수 있었다. 그러나 그가 개발한 새로운 전술을 적군도 모방하게 되면서부터 스웨덴군의 전투력의 우위는 차츰 약화되기 시작했다.
끊임없이 계속된 전쟁으로 특징지어지는 시대에 16세의 구스타부스 아돌푸스는 동시적으로 진행되고 있던 세 개의 전쟁을 그의 아버지로부터 물려받았다. 러시아와의 국경 전쟁, 덴마크와의 국경 전쟁 그리고 사촌인 폴란드 국왕 지기스문트 3세 바사와의 전쟁이 그것들이다. 이런 전쟁들을 성공적으로 마무리한 그는 30년 전쟁에 루터파로서 개신교 측을 지원하며 참전함으로써 유럽의 종교적, 정치적 판세에 큰 영향을 주었다. 최고의 무기들, 잘 훈련된 장병들, 효과적인 포대, 전쟁 자금 조달에 능률적이었던 정부의 뒷받침을 바탕으로 1631년 브라이텐펠트(Breitenfeld) 전투에서 혁혁한 승리는 거두고 일약 유럽의 주요 지도자로서 부상하였다. 그러나 일년 뒤인 1632년 뤼첸(Lutzen) 전투에서 비록 스웨덴군을 중심으로 한 개신교 측은 가톨릭 측에 대해 승리를 거두었지만 양측 모두 큰 손실을 입었으며 구스타부스 아돌푸스 자신은 전사하고 말았다.
그의 치세동안 스웨덴은 발트해 연안의 지역 세력의 지위로부터 유럽의 강국으로 부상하였고 근대 초창기 정부의 모델이 되었는데, 널리 알려진 그의 군사적 업적 이상으로 중요한 것이 그의 행정 개혁과 경제의 육성이었다. 예를 들어 그는 행정 구역별 인구 조사를 시작했으며, 이는 중앙 정부로 하여금 더욱 효과적인 세금 징수와 인력 동원을 가능하게 하였다. 역사가 크리스터 요르겐센은 경제와 상업을 개혁하고 근대적인 관료제에 바탕을 둔 전제 정치를 도입하는 데 성공한 것이 전장에서의 승리보다 더 중요한 것이었다고 말한다. 그의 개혁은 또한 거의 중세적 성격에 가까웠던 경제와 사회를 변환시켰으며 독일 원정과 스웨덴 제국의 존립을 가능하게 한 결정적인 요소가 되었다.

## 어린 시절
칼 9세와 홀슈타인-고트로프의 크리스티나 사이에 맏아들로 태어났다. 그의 부모는 독실한 칼뱅파 개신교도였지만 구스타브는 루터파 개신교를 신봉하였다. 그는 개신교 정신을 바탕으로 한 수준 높은 교육을 받았으며 특히 역사, 정부, 전쟁과 공학, 언어 등에 능통하였다. 그가 가장 신임한 조언자 악셀 옥센셰르나 백작은 자신의 군주에 관하여 "자신의 청년 시절에 그는 깊고도 광범위한 상식과 여러 외국어의 완벽한 구사 능력을 갖추게 되었다. 그는 라틴어, 독일어, 네덜란드어, 프랑스어와 이탈리아어를 모국어처럼 구사하였고, 스페인어, 영어, 스코틀랜드어를 이해하였으며 게다가 폴란드어와 러시아어도 어느 정도 할 수 있었다."라고 말하였다.
8세 때부터 구스타브는 부왕의 요청에 따라 국무회의에 함께 참석하였고, 12세 때에는 외국 대사를 접견하였다. 1609년 15세 때에는 자신의 베스트만란드 공국을 관리하기 시작하였고, 그 해 8월 5일 부왕이 와병으로 불참한 가운데 외레브로에서 의회에 참석하여 부왕 대신 자신의 첫 공적 연설을 하였다.

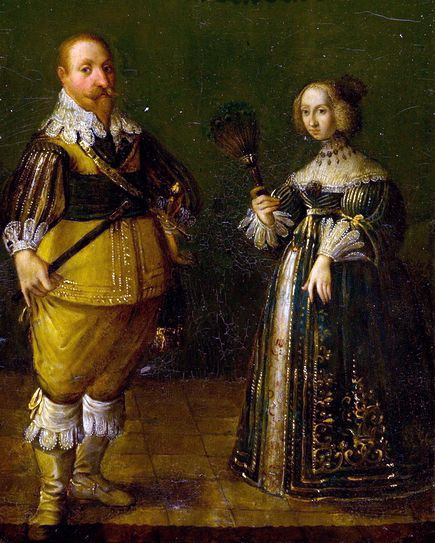
구스타브 2세 아돌프와 마리아 엘레오노라

## 국왕 즉위
어린 국왕으로서 그는 덴마크, 러시아와 폴란드를 상대로 전쟁에서 스웨덴을 지도하였다. 칼마르는 이미 덴마크인들에 의하여 함락되었고, 곧 엘브스보리는 항복하였다. 새로 건설된 예테보리는 땅바닥으로 불타버렸다. 아직 스톡홀름이 유지하였고 크리스티안 4세의 군대가 스웨덴 국민들로부터 기대하지 않은 저항에 마주쳤다. 따라서 1613년 1월 스웨덴이 덴마크에게 6년 안으로 1백만 릭스달레르를 내고 확실한 논쟁의 북극 지방들로 주장들을 포기하는 데 크네레드 조약이 맺어졌다. 엘브스보리 요새와 그 주위를 둘러싸는 지방은 보상을 위한 담보로서 덴마크인들에 의하여 영유되었다. 다른 경계들은 전부 똑같이 남아있게 되었다.
러시아와 분투는 "곤란의 시기"로 알려진 모스크바의 상태에서 계승 문제들에 의하여 원조되었다. 다양한 계승 후보들을 결정하면서 1617년 2월 27일 구스타브는 러시아를 발트해로부터 제외한 스톨보보 조약을 맺을 수 있었다. 그해 가을 구스타브의 장기적으로 연기된 대관식이 웁살라 대성당에서 열렸다. 1620년 11월 25일 그는 브란덴부르크의 마리아 엘레오노라와 결혼을 하였다.
구스타브는 1604년 계승 협정에 의하여 왕조를 상속받고, 1611년 12월 뉘셰핑에서 자신의 청년 나이에 불구하고 국왕으로 인정되었다. 다른 손에 그는 의회와 계급에 확실한 권력들을 양도하는 데 강요되었다.
1617년의 헌장은 귀족 사회의 전 편견들의 전부를 찬성하였고, 전부의 중요한 왕실들은 귀족 사회로 지정되는 데 예약되었다. 아무 평민도 중앙 집권에 고용되거나 판사 혹은 외교관으로서 지내지 못하였다. 귀족 사회에서 등급은 1629년 귀족 법령에 의하여 규정이 지어졌고 그 일은 국가의 관청 근무에서 명단에 올려지는 데 상류 계급의 권리와 임무가 되었다. 하지만 귀족 사회는 비공개의 특권 계급이 아니었고 항상 아래로부터 보강되었다. 군인과 행정가로서 뚜렷한 능력과 함께 한 평민들은 자신의 직위들과 함께 칭호의 범위가 주어졌다. 세월이 흐르면서 용역과 대지, 가족의 귀족 정치 사이에 분열이 개발되었다. 더욱 나가서 구스타브는 중세 사회 계급들에게 숙고적인 권력과 상류 계급에 대항하여 균형을 이룬 하류 계급들을 주었다. 중세 사회 계급의 회의는 초기의 군주들에 의하여 개최된 논쟁적과 높이 극적인 회의들에 반대하면서 점차 정돈된 논의들로 변형되었다. 세금에 불평들이 생겼으나 국왕의 성공적인 외교 정책은 보통 중세 사회 계급을 충실하게 간직하였다.

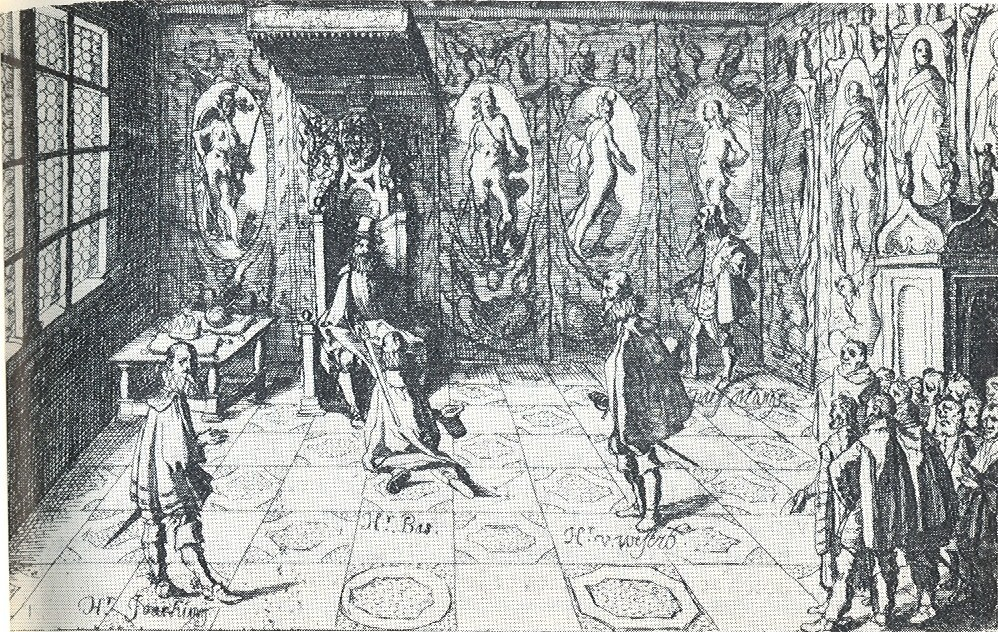
구스타브 2세 아돌프가 트레크로노르 성에서 네덜란드 대사를 영접하는 모습

구스타브와 그의 뛰어난 재상 옥센셰르나는 국가의 행정적 필요함을 만나는 데 지칠 줄 모르게 중앙적 기구를 창조하는 일을 하였다. 그들의 노력들은 1634년 헌법에서 성과에 도달하였다. 중앙 관청 혹은 단체가 전쟁부와 입법부를 포함한 주요 행정부들의 각각을 위하여 설립되었다. 각각의 단체는 왕의 명령에서 실시된 회의 대신 스톡홀름에서 영구적으로 앉혀진 한해의 대부분의 의석과 함께 한 공무원이었다. 지방 수준에 스웨덴은 주의 가장 중요한 도시의 성에서 주권 공식 주재와 함께 다른 주들로 나뉘었다. 그 일은 구스타브의 장기적 결석과 크리스티나의 소수파가 생기는 동안에 기능으로 정부를 위하여 가능하게 만든 조직이었다. 스웨덴은 새로운 정돈 아래 마련된 직위들을 채우는 데 뛰어난 지도자들의 다수에서 또한 행운이었다.

### 경제적 조례
엘브스보리 배상금의 지불, 확장된 정치적 책임들과 거의 끊임없이 계속된 전쟁의 거대한 비용은 적절하게 국가의 자원들을 이용하지 않으면서 유지되지 못한 스웨덴의 재정에 긴장을 놓았다. 다양한 도시들 안에서 예술과 공예에만 전문적이지 않은 정교한 중상주의 조직이 세워졌으나 도시들 자신을 전문화하였다. 어떤 도시들은 대로 건설되거나 소생되었으나 제일 성공한 도시는 예테보리 뿐이었다. 정부의 정책들은 광업에서 높게 성공하였다. 루이스 더 헤르 같은 네덜란드의 자본, 교역인과 기업가들이 크고 새로운 철공소를 설립하였다. 다수의 플란데런과 왈롱인들도 스웨덴에 들어왔고, 칼뱅파들은 본고장 루터교도들과 섞였다. 많은 저지대의 본래 특성들은 자신들이 정착한 지역들에서 뚜렷하게 인식되었다.
곧 스웨덴은 수출품에 추가로 국가의 육군과 해군을 위한 충분한 법령을 가졌다. 조선소들은 해군함과 상선을 조선하는 데 바빴고, 신대륙에서 스웨덴의 식민지가 계획되었으나 사실 구스타브가 사망한 6년 후까지 시도되지 않았다.

## 전쟁과 외교
구스타브 2세 아돌프를 위해서 전쟁과 외교가 혼합되었다. 그 일은 전쟁을 줄이고 그 제도의 엄한 신청에 의한 눈부신 결과들을 보장하는 데 근대에서 구스타브가 첫 남자였다고 말하였다. 그는 군사적 공학과 지도 작성에 관하여 숙련되었고 전쟁의 과학적 면의 학생이었다. 어떤 그의 사관들은 오라녜의 마우리츠에 의하여 훈련되었고 구스타브는 눈부신 네덜란드인의 전술학을 받아들였으며, 그들에게 스페인어 학교의 최고자들과 함께 그들을 결합시키면서 자신의 특별한 비결을 주었다. 따라서 전투의 정통적 유럽의 제도에 그의 노력들을 통하여 개발되었다.
구스타브는 해군이 없이 불가능한 발트해를 가로지른 캠페인 이래 해군의 우월을 개발하였다. 그의 군대의 주력은 각 주에서 징병된 스웨덴인과 핀란드인 연대였으며, 다수의 독일인과 스코틀랜드인들도 그의 아래 복무하였다. 그의 군대들은 보통 수적으로 우세하였으나 그는 크기를 위하여 기동성을 대신 썼다. 그의 높은 이동적 군대는 그들의 필요성을 위한 준비에서 간직된 공급품의 큰 창고들과 함께 첨단적인 장비와 함께 공급되었다. 그의 포병은 속사의 실력이 있었고, 그의 부대들은 다양한 무기들을 고급의 타격력을 지닌 기관으로 통합하였다. 구스타브는 행동 명령과 개인적으로 자신의 사관들을 지시하였다. 따라서 그는 스웨덴인, 독일인과 스코틀랜드인들을 포함한 장군들의 학교를 개발하였다.
폴란드의 지그문트 3세 바사는 1618년 30년 전쟁이 터진 이래 유럽의 군사 진행 중에 로마 가톨릭 공세의 부대로서 자신의 주장과 부분적의 이유로 구스타브의 왕위에 오르는 권리를 인정하는 데 거부하였다. 1621년 구스타브는 리가를, 그리고 곧 리보니아의 나머지를 획득하였다. 1626년부터 1629년까지 그는 지속적으로 폴란드를 상대로 군사 작전들을 실행하였다. 이 일들이 있는 동안에 그는 자신의 군사적 실력을 쌓고 자신의 군대들을 훈련시켰다. 그는 가톨릭군을 상대로 크리스티안 4세를 돕는 데 충분한 보증들을 손에 넣을 수 없었고, 독일에서 개신교군이 가톨릭 장군 알브레히트 폰 발렌슈타인에 의하여 패한 후 스웨덴군은 1629년 6월 29일 발렌슈타인의 1000명의 용병들에 의하여 원조되어 스타니스와프 코니에츠폴스키가 이끄는 폴란드군에 의하여 꺾이고 말았다. 이 전투는 구스타브를 독일의 상황과 함께 대처하는 데 자유롭게 놓은 알트마르크 조약으로 이끌었다. 발렌슈타인이 폼메른을 위협하는 동안 구스타브는 슈트랄준트를 포위하는 데 보조자를 보냈다. 수많은 탐구 후에 구스타브는 스웨덴의 복리를 위한 근심과 함께 높게 섞인 종교에 의하여 동기를 준 개신교의 원인을 지지하기로 결정하였다.

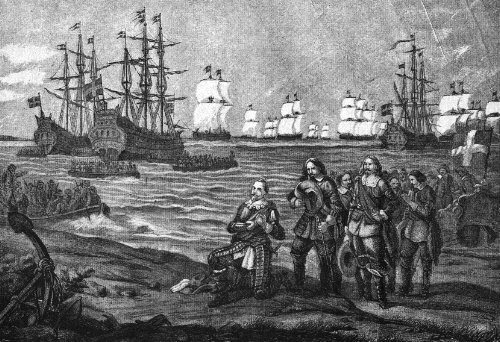
폼메른에 상륙한 구스타브 2세 아돌프

### 30년 전쟁
1630년 5월 19일 구스타브는 전적으로 자신이 아마도 스웨덴으로 다시는 돌아오지 않을 것이란 것을 알아차렸다. 6월 24일 폼메른 (우제돔 섬)에 상륙한 그는 메클렌부르크에서 황제군을 제거하였다. 1631년 봄 프랑스와의 제휴가 강화되고, 베르발데 조약과 발렌슈타인의 퇴거로 용기를 얻은 구스타브는 황제군의 장군 틸리 백작 요한 체르클라에스에 의하여 포위 공격 아래에 놓인 마그데부르크를 구원하기로 결정하였다. 브란덴부르크와 작센은 그의 군대가 통행을 거부하여 구스타브는 마그데부르크가 약탈된 동안에 폼메른에 남아있었다. 틸리 백작이 베르덴에서 구스타브의 방어 진형이 너무 강한 것을 찾아내자, 그는 작센의 요한 게오르크 1세를 억지로 복종시켜 그의 군대를 해산하려고 작센으로 이동하여 들어갔다. 구스타브는 자신의 군대를 작센군에게 가입시켰으며 1631년 9월 7일 브라이텐펠트 전투에 개입하였다. 작센군이 흩어졌어도 스웨덴군은 끝까지 고수하여 승리를 거두었다. 이 일은 황제군이 우세하지 않은 상황에 전쟁에서 거둔 역전승이었다.

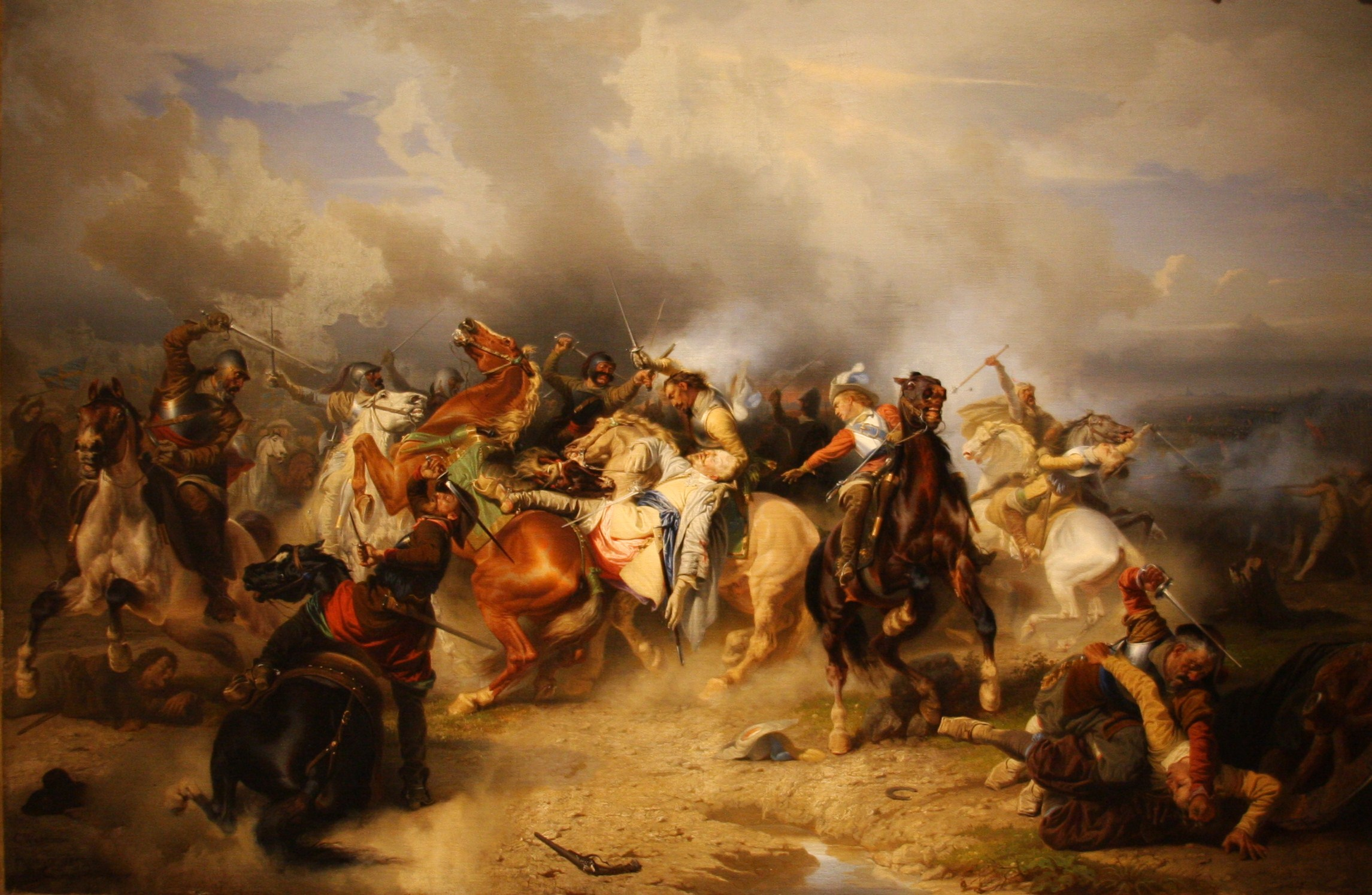
구스타브 2세 아돌프가 뤼첸 전투에서 전사하는 모습

발렌슈타인은 교전에 소환되었고 구스타브는 그를 만나는 데 전체의 북부 독일을 동원하였다. 1632년 발렌슈타인이 개신교 도시 뉘른베르크를 위협하고 있다는 소식을 자신이 듣자 구스타브는 성공적인 바이에른 침공을 시작하였다. 그 도시를 구원하려는 자신의 시도들이 격퇴당하자 그는 자신의 군대를 오스트리아를 향하여 회군시켜 발렌슈타인을 철수시키려고 하였다. 이 전투에서 그는 성공적이었다. 그는 빠른 행군 속도로 자신의 기지로 돌아가려 했지만 발렌슈타인이 작센을 에워싸고 있다는 것을 찾아냈다. 그해 11월 6일 둘은 뤼첸 전투에서 만났다. 스웨덴군은 이 전투에서 승리를 거두었으나 구스타브 본인은 전사하고 말았다. 구스타브는 자신의 몸무게를 이유로 입기에 불편하고 낡은 상처들을 자극한다는 이유로 갑옷을 입지 않고 코트를 입은 채로 싸웠다. 안개가 낀 전장에서 근시안의 국왕은 자신의 군사들로부터 고립되어 중상을 입고 전사하였다. 그의 자리를 대체할 수 있는 개신교 인물은 아무도 없었고, 이제부터는 가톨릭군이나 개신교군이나 아무도 서로에게 개입할 수 없었다. 그의 시신은 스웨덴으로 송환되어 리다르홀멘 교회당에 안치되었다.

## 같이 보기
- 30년 전쟁
- 브라이텐펠트 전투
- 뤼첸 전투

## 참고 자료
- 이 문서에는 다음커뮤니케이션(현 카카오)에서 GFDL 또는 CC-SA 라이선스로 배포한 글로벌 세계대백과사전의 내용을 기초로 작성된 글이 포함되어 있습니다.

| 전임 칼 9세 | 스웨덴의 국왕 1611년 10월 30일 ~ 1632년 11월 6일 | 후임 크리스티나 |